# ポム・クレメンティエフ
ポム・クレメンティエフ（仏: Pom Klementieff, 1986年5月3日 - ）は、カナダ・ケベック州生まれのフランス人女優。パリの演劇学校クール・フローランで学び、2009年の "Loup"、2011年の『スリープレス・ナイト』、2015年の『ハッカーズ・ゲーム』などの映画に出演した。マーベル・シネマティック・ユニバースでは、2017年の『ガーディアンズ・オブ・ギャラクシー:リミックス』以来マンティス役を演じている。

## 幼少期
クレメンティエフはケベック州ケベック・シティーで、韓国人の母親とフランス政府の領事として働くフランス＝ロシア人の父親の間に生まれた。ケベック生まれだがカナダとの二重国籍ではなく、彼女が保持しているのはフランス国籍のみである。彼女の「ポム」という名前は、韓国語で「春」(봄)・「虎」(범) を表す単語と同じ発音であることに由来している。クレメンティエフがカナダに住んでいたのは1年あまりで、その後家族は父親の仕事に伴ってあちこち転居して過ごした。後にフランスで定住するまで、京都で2年、コートジボワールで1年生活した経験があるという。
クレメンティエフの父親は彼女が5歳の時に癌で亡くなり、母親も統合失調症を患っていて子どもたちを養育できなかったことから、彼女は父方のおじ夫婦に育てられた。「第2の父のよう」("like [her] second father") と語るおじが亡くなったのはクレメンティエフの18歳の誕生日だったが、その7年後に兄が自殺したのも、奇しくも彼女の25歳の誕生日であった。彼女はおじの死後短期間だけロー・スクールに通ったものの、おばに譲歩して進学した一方でキャリアパスには魅力を感じることができなかった。フランスではウェイトレスやセールスマンとしても働いていた。彼女は19歳でパリの演劇学校クール・フローランに入学した。数ヶ月学んだ後、彼女はシアター・コンペティションで優勝し、賞品として2年間にわたり学校のトップ教員による無料クラスを受講できるようになった。

## キャリア

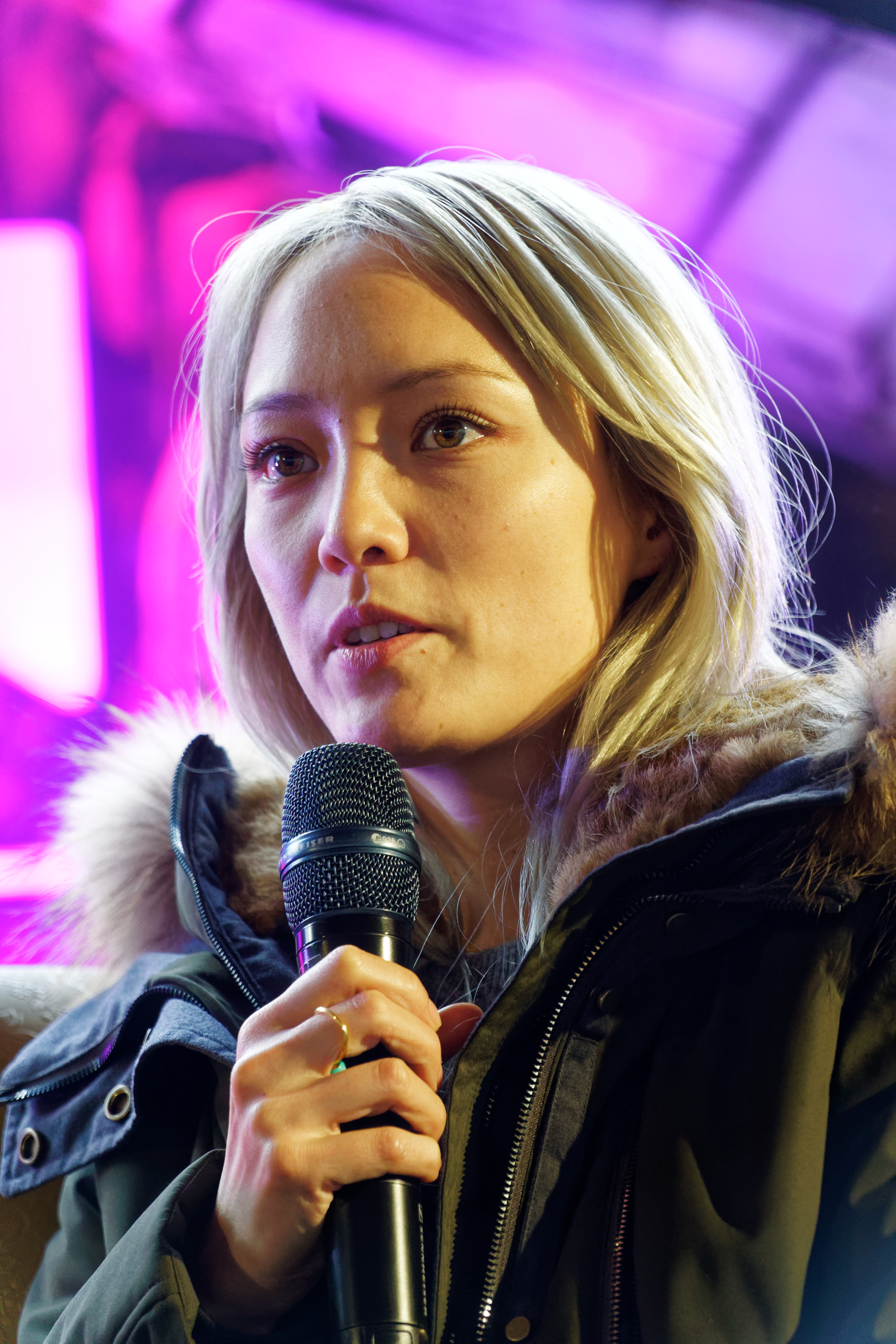
2018年のブリュッセル・コミコンにて

クレメンティエフにとって初めての演技の仕事となったのは、2007年にフランスで制作されたインデペンデント映画 "Après lui" で、カトリーヌ・ドヌーヴ演じる主人公の養女役を演じた。出演シーンの撮影は3日間で終了した。あるシーンの撮影中、クレメンティエフは別人を階段から突き落とすはずが誤って自分が転げ落ちてしまい、監督のガエル・モレルはこのシーンをそのまま完成版に収録することにした。初めて主役を演じたのは2009年のフランス映画 "Loup" で、シベリアの山中でトナカイを飼育する部族を主題とした作品だった。撮影中クレメンティエフはキャンプに留まることになったが、最寄りの村から数時間かかる上、気温は氷点下にもなるような環境だった。この間彼女はこの地に住む遊牧民と親しくなったほか、実際の狼と共に撮影し、トナカイに乗り、馬に乗って湖を泳いだという。
彼女のハリウッド・デビューは2013年にスパイク・リーが制作した『オールド・ボーイ』で、この作品は漫画『ルーズ戦記 オールドボーイ』を原作とし、韓国で2003年に制作された同名映画のリメイク作品である。彼女はシャールト・コプリー演じる敵対者のボディーガード、ヘン＝ボクを演じた。元映画のファンでもあったクレメンティエフは、プロデューサーのロイ・リーからリメイクの噂を聞きつけると、この役がマーシャルアーツに長けていることを知ってボクシングのレッスンに取り組んだ。彼女がオーディションでボクシングの腕前を見せると、ロイ・リーは彼女に対し、帰宅して映画中の役柄のように女性的な服装と化粧をしてくるよう求めたという。作中衣装のいくつかは彼女の私物であるほか、ジョシュ・ブローリンとの戦闘シーンに備えて、2ヶ月にわたり1日3時間のトレーニングを積んだ。クレメンティエフの役名は韓国語で「幸福」を意味するヘン＝ボク (Haeng-Bok) になったが、これはリーから彼女へふさわしい名前を探してきてほしいと頼まれての結果である。
クレメンティエフは『オールド・ボーイ』撮影後にロサンゼルスへ移住し、ハリウッドでのオーディションに積極参加するようになる。映画の後もテコンドーを続け、2014年夏には紫帯を獲得した。次に獲得したのは2015年の映画『ハッカーズ・ゲーム』（原題、"Hacker's Game"）で、この作品で演じたハッカー役をクレメンティエフ自身は『ミレニアム1 ドラゴン・タトゥーの女』に登場するリスベット・サランデルになぞらえている。彼女はこの映画でもボクシングの腕前を披露することになったが、映画が低予算であったため、自分で化粧をしたり私物の衣装を使ったりする羽目になった。役柄のために髪を紫色に染めるのは彼女のアイデアで、監督たちは当初これに反対したが、最終的には黙認した。彼女は2017年の『ガーディアンズ・オブ・ギャラクシー:リミックス』でマンティス役としてマーベル・シネマティック・ユニバースに初登場し、2018年の『アベンジャーズ/インフィニティ・ウォー』、2019年の『アベンジャーズ/エンドゲーム』で同役を再演している。

## フィルモグラフィ

### 映画
| 制作年 | 作品名 原題                                                                                       | 役名                      | 備考                           | 吹き替え                              |
| ------ | ------------------------------------------------------------------------------------------------- | ------------------------- | ------------------------------ | ------------------------------------- |
| 2007   | Après lui                                                                                         | エミリー                  |                                | N/A                                   |
| 2008   | Sans arme, ni haine, ni violence (en)                                                             | NHI                       | 英題："The Easy Way"           | N/A                                   |
| 2009   | Loup                                                                                              | Nastazya                  |                                | N/A                                   |
| 2011   | Borderline                                                                                        | ナオミ                    |                                | N/A                                   |
| 2011   | Sleepless Night                                                                                   | ルーシー                  |                                | N/A                                   |
| 2011   | ナタリー La Délicatesse                                                                           | ウェイトレス              | 英題："Delicacy"               |                                       |
| 2011   | L'Amour dure trois ans (en)                                                                       | ジュリア                  | 英題："Love Lasts Three Years" | N/A                                   |
| 2011   | Silhouettes                                                                                       | ヴァレリー                |                                | N/A                                   |
| 2012   | ラジオスター Radiostars                                                                           | ピザ・ガール              |                                |                                       |
| 2012   | Les Kaïra (en)                                                                                    | ティア                    | 英題："Porn in the Hood"       | N/A                                   |
| 2012   | À l'ombre du palmier                                                                              | モデル                    | 短編映画                       | N/A                                   |
| 2012   | El Turrrf                                                                                         | ポム                      | 短編映画                       | N/A                                   |
| 2013   | Paris à tout prix                                                                                 | ジェス                    |                                | N/A                                   |
| 2013   | オールド・ボーイ Oldboy                                                                           | ヘン＝ボク                |                                | 志摩淳                                |
| 2014   | RossFit                                                                                           |                           | 短編映画                       | N/A                                   |
| 2015   | Hacker's Game                                                                                     | ロイズ                    |                                | N/A                                   |
| 2016   | Seed                                                                                              | キャット                  | 短編映画                       | N/A                                   |
| 2017   | イングリッド -ネットストーカーの女- Ingrid Goes West                                              | ハーリー・チュン          |                                | 不明                                  |
| 2017   | 私とあなたのオープンな関係 Newness                                                                | ベサニー                  | Netflix配信                    | 三瓶由布子                            |
| 2017   | ガーディアンズ・オブ・ギャラクシー:リミックス Guardians of the Galaxy Vol. 2                      | マンティス                |                                | 秋元才加                              |
| 2017   | Alteration                                                                                        | エルサ                    | 短編映画                       | N/A                                   |
| 2018   | アベンジャーズ/インフィニティ・ウォー Avengers: Infinity War                                      | マンティス                |                                | 秋元才加                              |
| 2019   | アベンジャーズ/エンドゲーム Avengers: Endgame                                                     | マンティス                |                                | 秋元才加                              |
| 2019   | アンカット・ダイヤモンド Uncut Gems                                                               | レクサス                  |                                | 不明                                  |
| 2019   | アダムス・ファミリー The Addams Family                                                            | ライラ & カイラ           | 声の出演                       | 松田利冴（ライラ） 松田颯水（カイラ） |
| 2021   | サンダーフォース -正義のスーパーヒロインズ- Thunder Force                                         | レーザー                  | Netflixオリジナル作品          | 井澤詩織                              |
| 2021   | ザ・スーサイド・スクワッド “極”悪党、集結 The Suicide Squad                                       | ダンサー                  | カメオ出演                     | （台詞なし）                          |
| 2022   | ソー:ラブ&サンダー Thor: Love and Thunder                                                         | マンティス                |                                | 秋元才加                              |
| 2023   | ガーディアンズ・オブ・ギャラクシー:VOLUME 3 Guardians of the Galaxy Vol. 3                        | マンティス                |                                | 秋元才加                              |
| 2023   | ミッション:インポッシブル/デッドレコニング PART ONE Mission: Impossible – Dead Reckoning Part One | パリス                    |                                | （吹き替えなし）                      |
| 2024   | キラーズ・ゲーム The Killer's Game                                                                | アントワネット            |                                | 安野希世乃                            |
| 2025   | ミッション:インポッシブル/ファイナル・レコニング Mission: Impossible – The Final Reckoning        | パリス                    |                                | 高梁りつ                              |
| 2025   | スーパーマン Superman                                                                             | スーパーマン・ロボット5号 | 声の出演                       | 森谷彩子                              |

### テレビ
| 制作年 | 作品名 原題                                                                                         | 役名       | 備考                                                                         | 吹き替え |
| ------ | --------------------------------------------------------------------------------------------------- | ---------- | ---------------------------------------------------------------------------- | -------- |
| 2009   | Pigalle, la nuit                                                                                    | サンドラ   | テレビシリーズ（計8話）                                                      | N/A      |
| 2019   | ブラック・ミラー Black Mirror                                                                       | ロクセット | Netflix制作のテレビシリーズ 第5シーズン第1話「ストライキング・ヴァイパーズ」 | 遠藤綾   |
| 2020   | ウエストワールド Westworld                                                                          | マーテル   | テレビシリーズ（計3話）                                                      | 藤田昌代 |
| 2022   | ガーディアンズ・オブ・ギャラクシー ホリデー・スペシャル The Guardians of the Galaxy Holiday Special | マンティス | Disney+配信 テレビスペシャル                                                 | 秋元才加 |